# Hans Böhm (Pauker von Niklashausen)

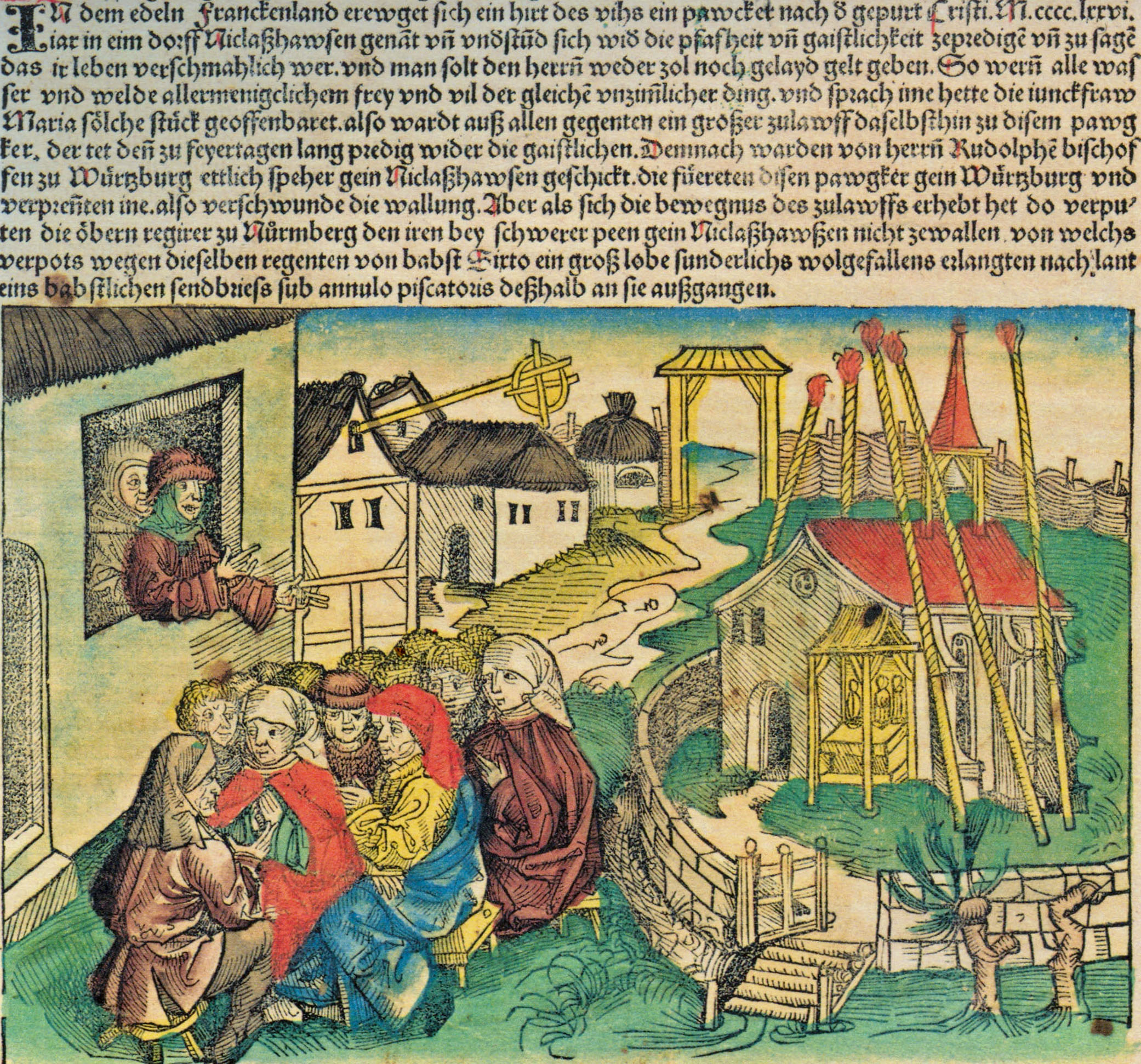
Bericht über den „Pauker von Niklashausen“ in der Schedelschen Weltchronik von 1493

Hans Böhm oder Hans Behem, Pauker von Niklashausen (* um 1458 in Helmstadt; † 19. Juli 1476 in Würzburg) – auch als Pfeifer von Niklashausen, Pfeiferhannes, Pfeiferhänslein oder Henselins bekannt – war Viehhirte, Musikant, Prediger und Initiator der Niklashäuser Wallfahrt von 1476.
Im Frühjahr 1476 rief der bis dahin unbedeutende Viehhirte Hans Böhm die Menschen zur Wallfahrt nach Niklashausen auf. Er versprach den Wallfahrern im Namen der Jungfrau Maria vollkommenen Ablass von ihren Sünden. Außerdem verkündete er die soziale Gleichheit der Menschen, Gemeineigentum und Gottes Strafgericht über die Eitelkeit und unersättliche Gier der Fürsten und hohen Geistlichkeit. Seine Predigten trafen die Seelenlage des Volkes, so dass ihn begeisterte Zuhörer als „Heiligen Jüngling“ und „Propheten“ verehrten. Im kurzen Zeitraum von drei Monaten soll er mehr als 70.000 Anhänger gewonnen haben. Die kirchliche und weltliche Obrigkeit verfolgte die entstehende Massenbewegung mit großer Sorge. Auf Befehl des Würzburger Fürstbischofs Rudolf II. von Scherenberg wurde Hans Böhm verhaftet, im Schnellverfahren als Ketzer zum Tode verurteilt und am 19. Juli 1476 in Würzburg auf dem Scheiterhaufen verbrannt. Wegen seiner Gefangennahme kam es unter der fränkischen Landbevölkerung zu einem kurzzeitigen, spontanen Massenprotest.

## Herkunft und Kindheit

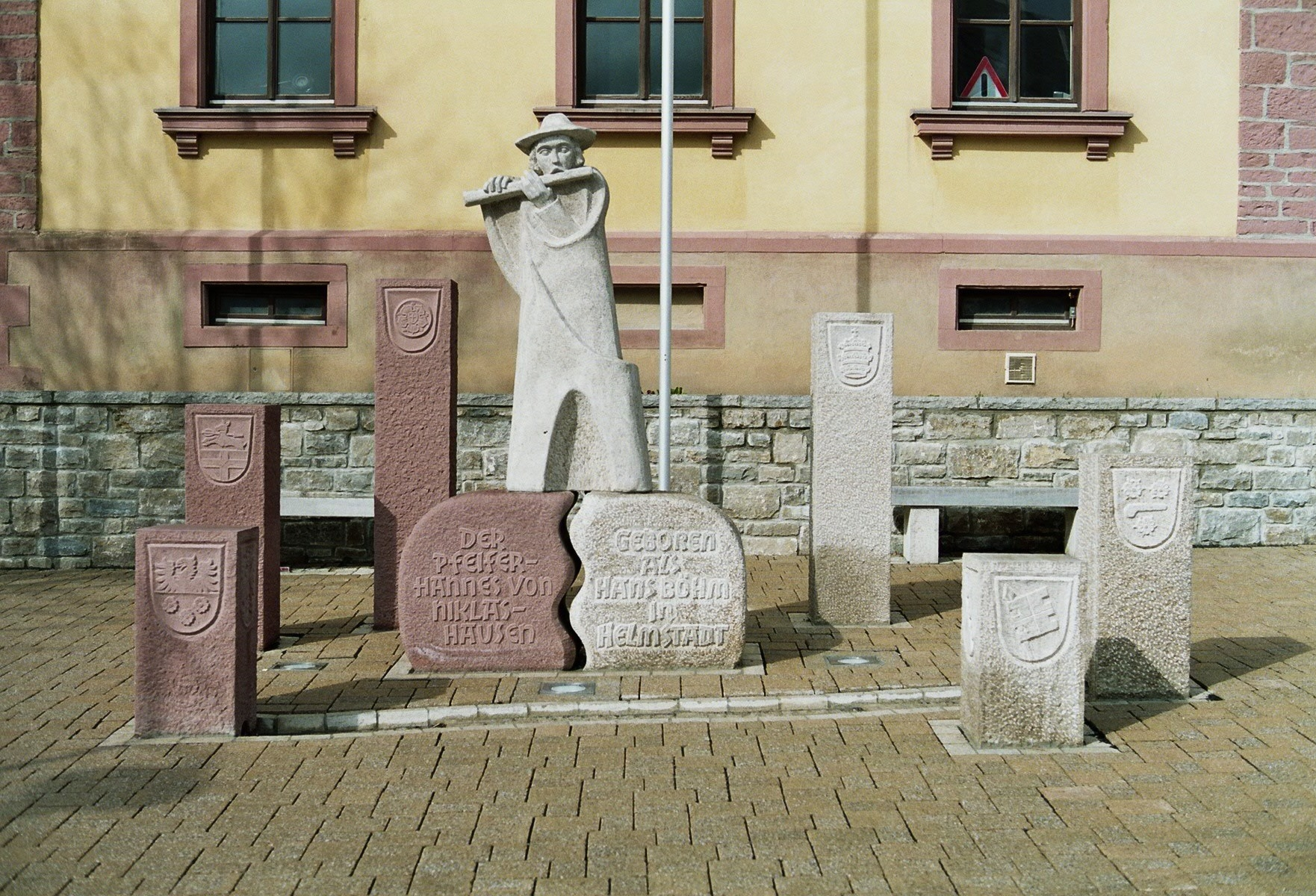
Denkmal für Hans Böhm in Helmstadt, 2007

Der Name Böhm, im Spätmittelalter meist Behem, Beheim oder Böheim geschrieben, deutet an, dass die Vorfahren des Hans Behem aus Böhmen stammten. Während der Hussitenkriege von 1415 bis 1435 waren viele Kriegsflüchtlinge aus Böhmen ins Frankenland gekommen. Die meisten dieser Behem mussten als arme Habenichtse ihr Leben am unteren Ende der ständischen Ordnung neu einrichten.
Hans Behem oder Böhm, der aus sehr armen Verhältnissen kam, wurde um 1458 in Helmstadt in Unterfranken geboren, einem kleinen Marktflecken im heutigen Landkreis Würzburg. Über seine Herkunft und Kindheit gibt es keine gesicherten Kenntnisse. Er soll als Waisenkind aufgewachsen sein und musste schon als Kind seinen Lebensunterhalt selbst bestreiten. Als Hütejunge erlebte er von klein auf die Rechtlosigkeit, unter der sich Besitzlose im Spätmittelalter verdingten. Der selbstbewusst auftretende, redegewandte Junge war auch schon vor seiner Predigerzeit vielen Menschen in den Dörfern zwischen Würzburg, Wertheim und Tauberbischofsheim als Hirte und Pauker bekannt. Er hörte, was das Volk im unteren Maintal über Gott und die Welt redete, über die Not der einfachen Menschen, die Ketzereien der Hussiten und die Todsünden der weltlichen und kirchlichen Obrigkeit. Mit der Herde zog er umher, lernte Menschen anzusprechen, malte sich im Geiste eine gottgefälligere, bessere Weltordnung aus und suchte Gewissheit über seine Ideen zu erlangen.
Hans Böhm wäre damit allerdings nur ein unbedeutender Zeitgenosse geblieben und heute längst vergessen. Das änderte sich erst zur Fastenzeit 1476, als er in jugendlicher Schwärmerei – zeitgenössische Quellen beschreiben ihn als Jüngling, fast noch ein Kind – den Entschluss fasste, in Niklashausen als Prediger aufzutreten.

## Erweckung zum Prediger
Zwei Erklärungen für die Predigerlaufbahn Hans Böhms sind überliefert. Beide sind aus heutiger Sicht plausibel, obwohl er unter der Folter Details wahllos zugab oder widerrief.

### Bekehrung durch eine Marienerscheinung
In allen Predigten sprach Hans Böhm über seine Marienerscheinungen. Den kirchlichen Anklagen zum Trotz ergibt sich dazu aus den Überlieferungen ein schlüssiges Szenario. Nach der Fastnacht 1476 kehrte Hans Böhm auf die Weide zurück, schlug sein Nachtlager in einer Höhle nahe bei der Herde auf, und im Traum erschien ihm die Jungfrau Maria.
Die Erscheinung Marias kündigte ein baldiges Strafgericht Gottes über alle Sünder an. Sie trug ihm auf, vor ihrem Kirchlein in Niklashausen die Menschen zur Buße aufzurufen. Außerdem sollte er verkünden, dass alle Gläubigen, die in Verehrung und Demut zum Gnadenbildnis der Mutter Gottes in das Kirchlein nach Niklashausen kämen, ebenso vollkommenen Ablass von ihren Sünden erhielten wie die, die zum Papst nach Rom pilgerten. Nach eigenen Bekundungen hatte er mehrmals Marienerscheinungen.

### Bekehrung durch einen Geistlichen
Nach seiner Gefangennahme gestand Hans Böhm im Verhör, dass er durch den Zuspruch eines Geistlichen zum Prediger bekehrt worden sei. Unklar blieb, ob es sich dabei nur um den Ortsgeistlichen handelte, der mit Hilfe des redegewandten Jünglings die Wallfahrt zu Marias Gnadenbild beleben wollte, oder ob der unbekannte Mönch eines Bettelordens, der mit Hans Böhm verhaftet wurde, den entscheidenden Einfluss auf ihn ausgeübt hatte.
Aus Erzählungen und Gesprächen mit diesem Geistlichen wusste Hans Böhm von einem „Heiligen Vater des Barfüßerordens“, der in früheren Jahren durch das Frankenland gereist war. Dieser habe mit Predigten so überzeugend gewirkt, dass viele Zuhörer freiwillig weltlichen Zerstreuungen und Besitztümern entsagten und sich einem gottgefälligeren Leben zuwendeten.
Dem Vorbild dieses „Heiligen Vaters“ wollte Hans Böhm mit Unterstützung seines geistlichen Fürsprechers und mit der großen Überzeugungskraft seiner eigenen Sozialutopie folgen.

## Zeit als Prediger

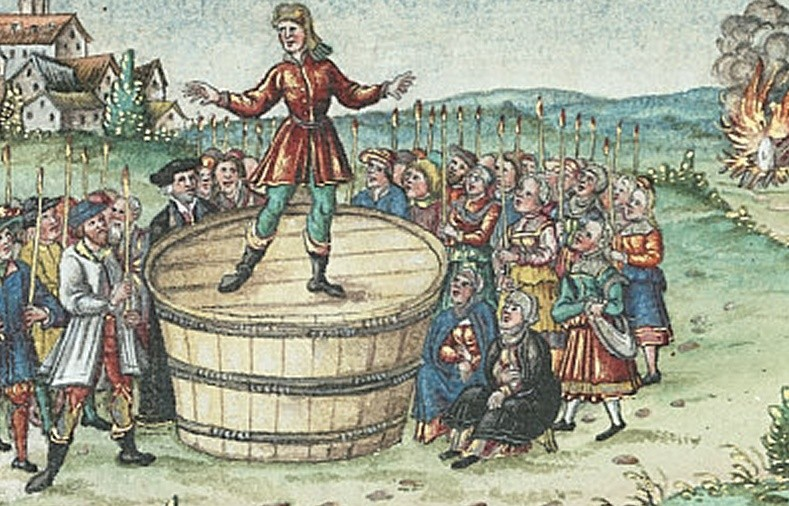
Hans Böhm als Prediger vor Wallfahrern mit Votivkerzen (Illustration aus der Echter-Chronik, 1. Hälfte 16. Jh.)

In der Fastenzeit 1476 reifte in Hans Böhm der Entschluss, seinen Ideen und Eingebungen zu folgen. Er wollte den Menschen mit seiner Marienverehrung eine bessere Welt verkünden. Irgendwann zwischen dem vierten Fasten-Sonntag Laetare, dem 21. März und dem Tag der Kreuzauffindung, dem 3. Mai, die Überlieferungen lauten unterschiedlich, trat Hans Böhm vor das Kirchlein in Niklashausen, verbrannte vor der erstaunten Gemeinde seine Pauke und hielt seine erste fesselnde Predigt. Die Aufforderung zur Marienwallfahrt nach Niklashausen und seine Botschaft von einer neuen Weltordnung breiteten sich wie ein Lauffeuer aus. Schon nach Wochenfrist kamen viele Wallfahrer aus der näheren Umgebung nach Niklashausen, um die Jungfrau Maria um Gnade zu bitten und die Botschaft des jungen Predigers zu hören. Dieser verkündete, jeder solle sich zuerst von eigenen Sünden verabschieden, damit eine bessere Welt entstehe. Als sichtbares Zeichen der Sühne forderte er Schmuck, seidene Schnüre, Brusttücher, spitzige Schuhe und sonstigen Tand als Opfergaben. Ein großer Teil der Opfergaben, wie Kleidungsstücke, Zöpfe, Haarnetze, Musikinstrumente, Spielzeug etc. gingen den Weg seiner Pauke. Sie wurden öffentlich auf den Scheiterhaufen geworfen und verbrannt. Nach diesen symbolischen Sühnebeweisen predigte er den Wallfahrern mit folgenden Leitgedanken ein neues Reich Gottes auf Erden:
- Der Habgier des Adels und der hohen Geistlichkeit drohe der baldige Untergang durch ein furchtbares Strafgericht Gottes.
- Jeder solle seinen Lebensunterhalt mit eigner Hände Arbeit verdienen und brüderlich mit den Bedürftigen teilen.
- Standesunterschiede, Abgaben und Frondienste seien abzuschaffen.
- Der private und hoheitliche Besitz an Feldern, Wiesen, Weiden, Wäldern und Gewässern seien in die Allmende zu überführen.

Diese kommunistisch anmutenden Visionen begeisterten das Volk und lockten immer mehr Wallfahrer an. Anfangs predigte Hans Böhm nur an Sonn- und Feiertagen und stieg dazu auf ein Fass oder einen umgestürzten Zuber.
Ende Mai 1476 benachrichtigte Graf Johann III. von Wertheim den Mainzer Erzbischof Diether von Isenburg, dass zunehmende Menschenmassen nach Niklashausen pilgerten, weil dort ein Jüngling eine Marienerscheinung gehabt habe und als Prediger große Anziehungskraft ausübe. Der Erzbischof teilte offenbar die Besorgnis des Wertheimer Grafen und beauftragte den Würzburger Fürstbischof, sich dringend um die Niklashäuser Wallfahrt zu kümmern. Würzburg lag näher am Wallfahrtsort, und der junge Prediger aus Helmstadt war Würzburger Untertan. Gegen Wallfahrten zum Kirchlein nach Niklashausen hatten die Bischöfe eigentlich nichts einzuwenden. Das Kirchlein war seit 1344 der Jungfrau Maria geweiht, und seit 1353 gab es dafür einen vom päpstlichen Klerus in Avignon ausgestellten Ablassbrief. Dieser Ablassbrief, den der Mainzer Erzbischof Gerlach von Nassau am 12. April 1360 bestätigt hatte, sicherte jedem Menschen 40 Tage Ablass von allen Sünden zu, wenn er nach Niklashausen zum Gnadenbild Marias pilgerte.
Allerdings war der bescheidene Rahmen der Niklashäuser Wallfahrt durch Hans Böhm innerhalb weniger Wochen völlig aus den Fugen geraten. Nach Überlieferungen des Würzburger Geschichtsschreibers Lorenz Fries war bei Niklashausen im Juni 1476 ein riesiges Feldlager entstanden. Es soll um die 40.000 Menschen beherbergt haben, wobei die tagtäglichen Zu- und Abgänge nicht berücksichtigt sind. Die Stadt Würzburg hatte damals zum Vergleich etwa 5.000 Einwohner. Die Wallfahrer, überwiegend Männer, Frauen und Kinder aus der bäuerlichen Bevölkerung, kamen nicht nur aus dem unteren Maintal, sondern zunehmend aus ganz Franken, aus Bayern, Thüringen und Schwaben, aus dem Rheinland und sogar aus dem Elsass. Wegen der vielen Leute musste Hans Böhm im Juni mehrmals in der Woche den Scheiterhaufen entzünden und dazu predigen. Um die versammelte Menschenmenge überblicken zu können, hielt er seine Predigten jetzt meist aus Dachfenstern heraus.
Während sich im Juni 1476 Opfergaben im Kirchlein zu Niklashausen aufhäuften, mussten die Bischöfe in Mainz und Würzburg mit Bestürzung zur Kenntnis nehmen, dass sich in ihrem Hoheitsbereich eine permanente Wallfahrt mit Massenwirkung etablierte, über die sie nichts wussten. Der Würzburger bischöfliche Rat Kilian von Bibra und der Domprediger Sigismund Meisterlin begaben sich daher zu einer Vernehmung des Predigers nach Niklashausen, der sich dadurch nicht beeindrucken ließ. Kilian von Bibra entsandte danach Mitte Juni ein paar routinierte, bibelfeste Glaubensbrüder nach Niklashausen, die den jungen Prediger vor der Menge als Scharlatan entlarven sollten. In mehreren Rededuellen stellte Hans Böhm jedoch sein rhetorisches Können unter Beweis. Der Aufrichtigkeit und geschickten Argumentation des jungen Predigers, dem ein Mönch in theologischen Fragen Beistand leistete, war keiner der gesandten Geistlichen gewachsen. Unter Hohn und Spott des Publikums flohen sie zur Berichterstattung in Richtung Würzburg.
Nach den in Würzburg eingehenden Berichten über die Niklashäuser Wallfahrt suchten Bischof Rudolf II. von Scherenberg und seine Räte Unterstützung bei den benachbarten Städten und Landesherren. Obwohl die Niklashäuser Wallfahrt augenscheinlich friedlich ablief, wurde in den Hilfeersuchen das Schreckgespenst eines bäuerlichen Aufruhrs heraufbeschworen. Zur Mobilisierung der bayerischen und schwäbischen Landesherren ließ der Würzburger Domherr Georg von Giech sogar das Gerücht verbreiten, kriegführende eidgenössische Bauern zögen aus der Schweiz nach Franken, um sich mit den Niklashäuser Wallfahrern zu verbünden. Diese und andere Falschmeldungen überzeugten die anfangs zögernden Stadträte und Landesherren von der vermeintlichen Gefahr, die sich in Niklashausen zusammenbraute. Den Bürgern und Landeskindern wurde die Teilnahme an der Niklashäuser Wallfahrt untersagt. Ungeachtet dessen kam der Wallfahrerstrom nicht zum Erliegen.

## Gefangennahme

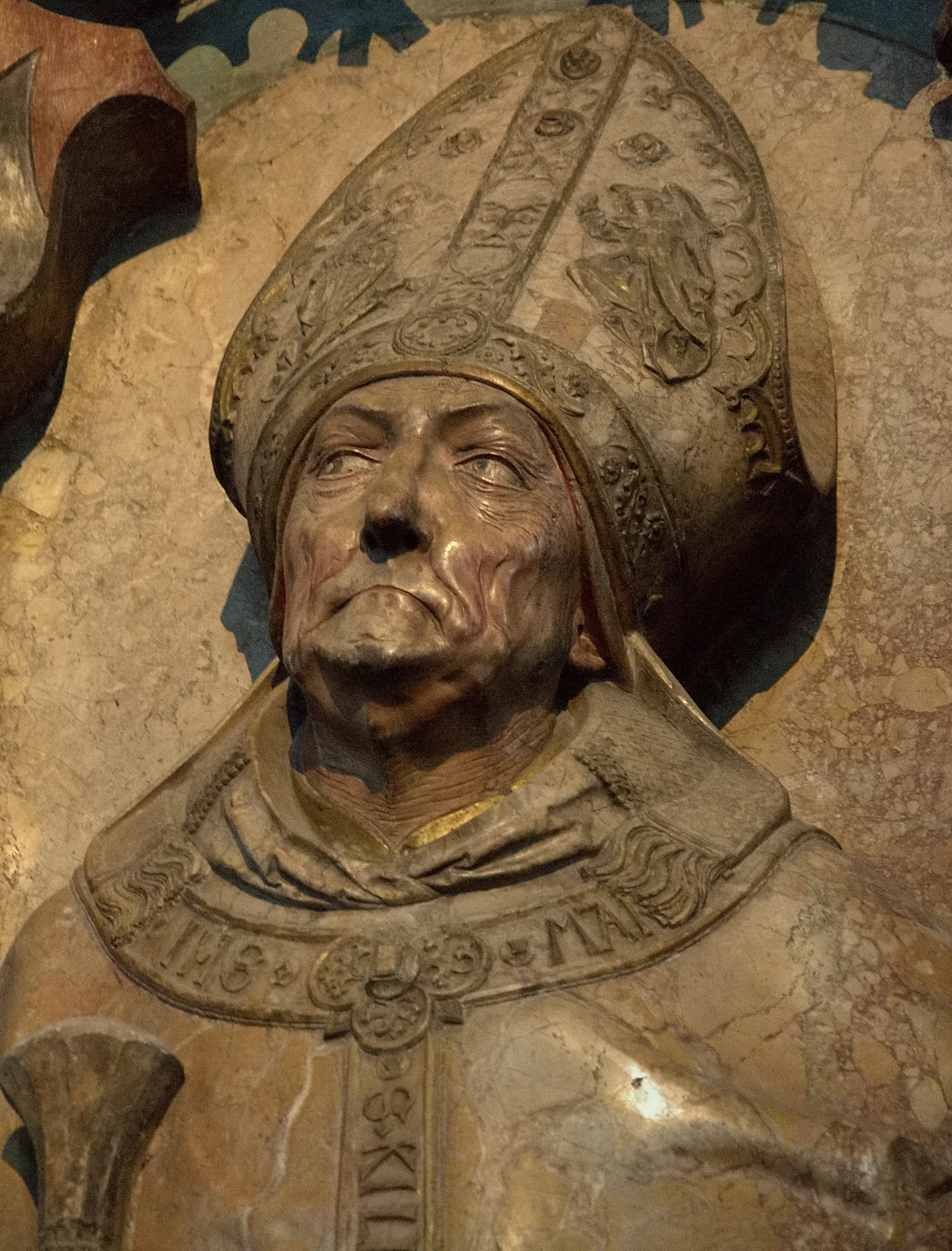
Fürstbischof Rudolf II. von Scherenberg (im Amt von 1466 bis 1495), Epitaph von Tilman Riemenschneider

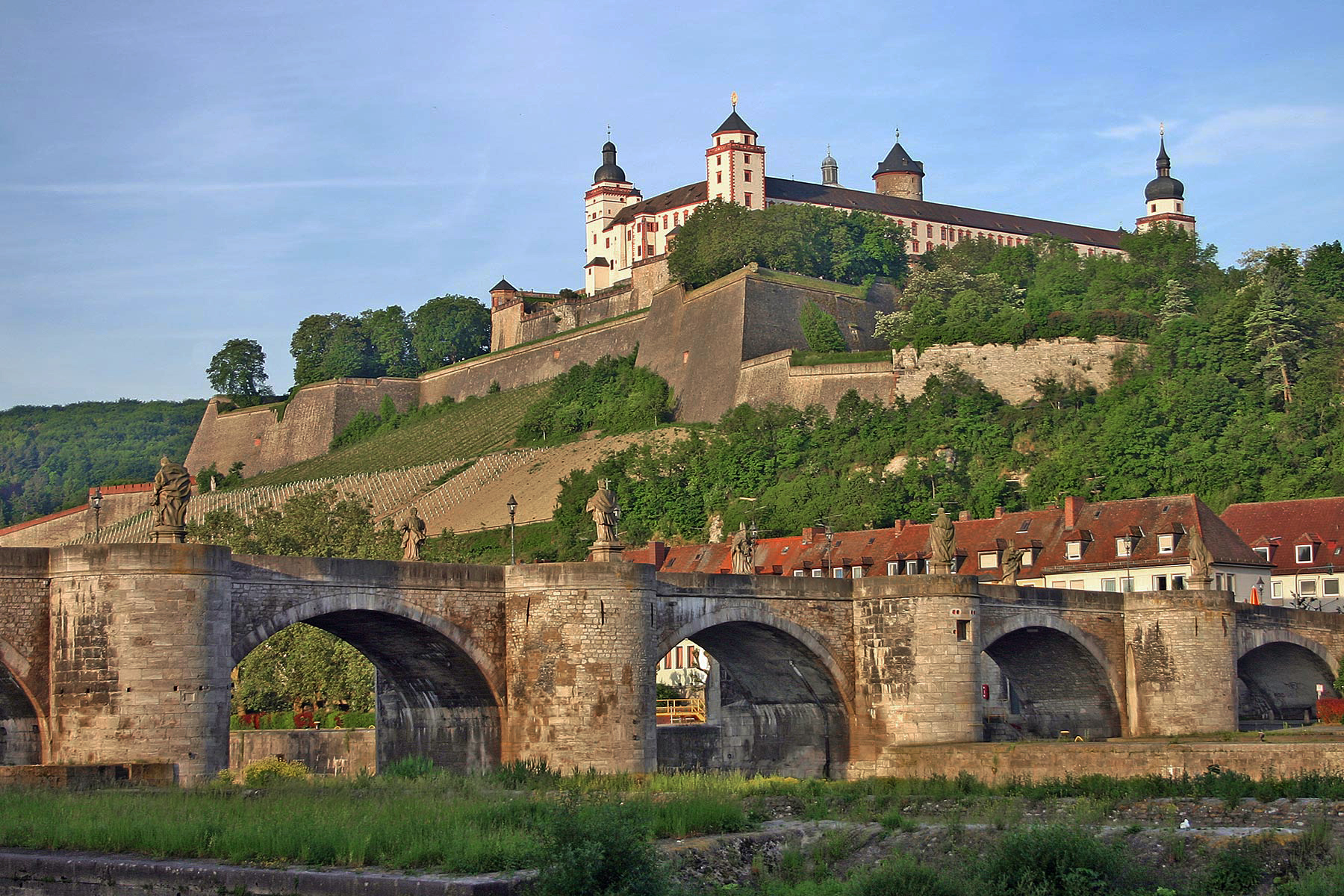
Altes Schloss auf „Festung Marienberg“

Bei einer Zusammenkunft in Aschaffenburg Ende Juni 1476 fassten die Mainzer und Würzburger bischöflichen Räte gemeinsam den Beschluss, die Niklashäuser Wallfahrt von Seiten der Kirche zu verbieten und Hans Böhm sowie den ihn beratenden, namentlich nicht bekannten Mönch in Haft zu nehmen. Gleichzeitig entschieden sie, Spitzel und Provokateure nach Niklashausen zu entsenden, die Gründe zur Rechtfertigung dieser Maßnahmen erheben sollten. Schon wenige Tage später wurden wunschgemäß mehrere Gründe zu Böhms Gefangennahme vorgebracht. Es wurde berichtet, Böhm führe ketzerische und aufrührerische Reden und bediene sich betrügerischer Wunder. Die Leitsätze seiner Predigt vom 2. Juli wurden in insgesamt 19 Punkten, hier auszugsweise, mit folgendem Wortsinn überliefert:
- „Wie ihm die Jungfrau Maria erschienen sei, ihm den Zorn Gottes wider das Menschengeschlecht und sonderlich wider die Geistlichen offenbart hat.“
- „Dass Gott die Sünder dadurch habe strafen wollen, dass Korn und Wein auf den Kreuzestag erfrieren sollten, er das aber durch seine Gebete abwendete.“
- „Wie so große vollkommene Gnad’ im Taubertal, mehr als zu Rom oder anderswo.“
- „Dass er nichts vom Fegefeuer halte; und wäre eine Seele in der Hölle, so wollt’ er sie eigenhändig herausführen.“
- „Er wolle zuerst die Juden, dann die Geistlichen und die Schreibkundigen/Gelehrten bessern.“
- „Wie der Kaiser ein Bösewicht sei, und auch mit dem Papst sei es nichts.“
- „Der Kaiser gebe einem Fürsten, Grafen, Ritter und Knecht kirchlichen und weltlichen Zoll und Steuern über das gemeine Volk – ach weh, ihr armen Teufel.“
- „Die Geistlichen haben viel Pfründen; das soll nicht sein; sie gehören geprügelt/erschlagen.“
- „Es werde dazu kommen, dass der Priester die Tonsur mit der Hand bedeckt, damit er nicht als solcher erkannt werde.“
- „Wie die Fische im Wasser und das Wild auf dem Feld gemeinschaftliches Eigentum sein sollen.“
- „Wenn die Fürsten, geistliche und weltliche, auch Grafen und Ritter soviel hätten wie der gemeine Mann, so hätten alle gleich genug; das dann geschehen muss.“
- „Es kommt dazu, dass die Fürsten und Herrn noch um einen Taglohn arbeiten müssen.“
- „Die Priester sagen, ich sei ein Ketzer, und wollen mich verbrennen. Wüssten sie, was ein Ketzer ist, würden sie erkennen, dass sie selbst Ketzer sind und ich keiner.“
- „Verbrennen sie mich aber als Ketzer, werden sie bemerken, dass sie große Schuld auf sich laden, die auf sie zurückfallen wird.“
- „Er sagt, vor Gott gibt es keinen Bann; und die Priester scheiden die Ehe, was nur Gott und sonst niemand vermag.“

Obwohl mit den Spitzelberichten vom 2. Juli ausreichende Gründe vorlagen, vergingen noch 11 Tage bis zur Verhaftung. In der Nacht zum 13. Juli kamen – von den meisten Wallfahrern unbemerkt – 34 bischöfliche Reiter nach Niklashausen und nahmen wie verabredet die beiden Delinquenten heimlich gefangen. Die Verhaftung des arglosen Predigers und des Mönchs, die im Schlaf überrascht wurden, verlief mit Spitzelhilfe reibungslos. Ohne Lärm und Aufsehen konnten die Häscher mit der gefesselten und geknebelten Beute abziehen. Es gab keine Wachposten und keine bewaffneten Wallfahrer, nur wenige Augenzeugen, die aber nicht eingriffen.
Da Helmstadt zum Würzburger Herrschaftsgebiet gehörte, wurde Hans Böhm noch in der gleichen Nacht nach Würzburg entführt und im Würzburger Schloss auf dem Frauenberg eingekerkert. Der Niklashäuser Mönch unterstand der Gerichtsbarkeit des Mainzer Erzbischofs und wurde deshalb nach Aschaffenburg gebracht.
Nach Aufzeichnungen, die erst im August 1476 niedergeschrieben wurden, soll Böhm in einer Predigt am 7. Juli die Männer aufgefordert haben, am Sonntag, dem 14. Juli, mit Waffen, aber ohne Frauen und Kinder wiederzukommen. Mit dieser Nachricht habe dann Kilian von Bibra den Fürstbischof davon überzeugt, Böhm schnellstens verhaften zu lassen. Da nach allen schriftlichen Überlieferungen ein solcher Anklagepunkt während des Prozesses nie gegen Böhm erhoben wurde, gehen Historiker heute davon aus, dass es sich hier um einen nachgeschobenen Verurteilungsgrund im Rahmen einer gezielten Desinformationspolitik des Würzburger Bischofs handelt. Möglicherweise sollte damit dem Verbot der Niklashäuser Wallfahrt, die im August 1476 immer noch fortdauerte und dadurch die Erinnerung an den „Heiligen Jüngling“ und „Propheten“ im Volk wachhielt, größerer Nachdruck verliehen werden.

## Befreiungsversuch und Empörung im Gefolge des Paukers von Niklashausen
Als die Wallfahrer am Morgen des 13. Juli von der Verhaftung ihres „Heiligen Jünglings“ und „Propheten“ erfuhren, herrschte große Verwirrung. Da zunächst niemand wusste, wohin Böhm entführt worden war und was nun geschehen sollte, machten sich viele Wallfahrer auf den Heimweg. Im Feldlager der Wallfahrer gab es keinerlei Anzeichen für einen drohenden bewaffneten Aufstand, den Böhm angeblich für den 14. Juli vorhatte. Im Laufe des Tages verbreitete sich die Nachricht, Hans Böhm werde im Würzburger Schloss gefangen gehalten. Bis zum Abend sammelten sich 16.000 Wallfahrer und marschierten, christliche Lieder singend, nach Würzburg. Durch die Nacht trugen sie weithin sichtbar 400 große, brennende Votivkerzen, die sie dem Gnadenbild Marias stiften wollten.
Am frühen Morgen des 14. Juli trafen die Wallfahrer vor dem Würzburger Schloss ein, darunter zahlreiche Frauen und Kinder. Des Fürstbischofs Hofmarschall Jörg von Gebsattel, genannt Rack, war ihnen in Begleitung bewaffneter Knechte entgegengeritten und versperrte den Ankommenden den Weg über den Main und in die Stadt Würzburg. Er sorgte dafür, dass die überraschten und neugierigen Würzburger Bürger, unter denen auch Anhänger des „Heiligen Jünglings“ vermutet wurden, in der Stadt blieben und das Geschehen nur aus der Ferne beobachten konnten. Beim Zusammentreffen mit den Wallfahrern erkundigte sich Jörg von Gebsattel nach dem Grund und dem Fortgang der ausufernden Prozession und nahm Verhandlungen mit einigen gebildeten und streitbaren Wortführern der Wallfahrer auf. Für die Wallfahrer sprachen die Adeligen Kunz von Thunfeld, dessen Sohn Michael, zwei Herren von Stetten und ein Herr von Vestenberg. Diese forderten vom Hofmarschall unter Drohungen die Herausgabe des „Heiligen Jünglings“. Mit der Botschaft, dass die Wallfahrer mit Gesängen und Fürbitten ausharren wollten, bis der „Heilige Jüngling“ und „Prophet“ wieder unter ihnen sei, zog sich Jörg von Gebsattel ins Schloss zurück.
Im Schloss auf der heutigen Festung Marienberg hatte niemand mit einem solchen Massenprotest gerechnet. Aber die Wallfahrer waren in der Mehrzahl standesgemäß unbewaffnete Bauern, die militärisch keine ernste Bedrohung darstellten. Da sich die Massenversammlung insgesamt friedfertig zeigte, begab sich Konrad von Hutten als Abgeordneter des Fürstbischofs zu den Wallfahrern. Er erklärte, dass sich Hans Böhm als Untertan des Fürstbischofs im Schloss aufhalte und – wie die meisten der Wallfahrer auch – seinem kirchlichen und weltlichen Fürsten Gehorsam schulde. Rudolf von Scherenberg wolle die Botschaft des jungen Predigers hören und habe ihn deshalb zu sich bringen lassen. Die Tore hielte man vorsorglich geschlossen, da ein großes Gedränge zu befürchten sei, wenn die vielen Menschen ins Schloss wollten, und die Wälle seien bewehrt, um Unbesonnene am Eindringen zu hindern. Aus diesem Grund bliebe ihnen auch der Weg über den Main hinter die Mauern der Stadt verwehrt. Konrad von Hutten forderte die Wallfahrer beschwichtigend auf, sich nicht ungebührlich gegen die weltliche und geistliche Obrigkeit zu empören und nach Hause zurückzukehren. Nach seinen beruhigenden Worten entspannte sich die Lage unterhalb des Schlosses zusehends. Ohne Argwohn löste sich die Menge in kleinere Gruppen auf und zog ab.
Nachdem Konrad von Hutten wieder ins Schloss zurückgekehrt war, nahm das Geschehen jedoch – für die Wallfahrer überraschend – eine gewalttätige, blutige Wendung. Von den Wällen des Schlosses feuerte man mit Kanonen auf die abziehenden Menschen, die in Panik flüchteten. Der Abt Johannes Trithemius schrieb 1514, dass durch die Kanonade einige Wallfahrer ums Leben kamen und viele verwundet wurden. Nach der Kanonade nahmen bischöfliche Reiter die Verfolgung auf, um aufsässige, möglicherweise auch gewaltbereite Wortführer zu fassen. Als sich die Verfolgten den Festnahmen widersetzten, sollen die Reiter insgesamt zwölf Männer erstochen und viele verwundet haben. Die Verfolgungsjagd endete aber wahrscheinlich mit mehr als zwölf Todesopfern. So gibt es Überlieferungen, wonach Würzburger Reiter eine größere Anzahl Männer, Frauen und Kinder, die ca. 5 km westlich von Würzburg im Büttelbrunner Kirchhof Schutz gesucht hatten, auf der Flucht erschlugen. Über die Zahl der Gefangenen gibt es unterschiedliche Angaben. Von 100 bis zu 300 Männern ist die Rede. Bis auf zwei Bauern, die der Anführerschaft verdächtig waren, ließ man die meisten Gefangenen schon nach wenigen Tagen wieder frei. Nach dem Schrecken, den die Kanonade, der Reiterangriff und die weiträumige Verfolgung bei den unorganisiert fliehenden Wallfahrern hinterließ, erübrigte sich jede weitere Befürchtung, dass von Niklashausen jemals ein bewaffneter Bauernaufstand ausgehen könnte. Kunz von Thunfeld und die anderen Wortführer der Wallfahrer hielten sich danach längere Zeit versteckt. Es herrschte wieder Ruhe im Land. Der Ritter Kunz von Thunfeld und sein Sohn Michael mussten dem Bischof Urfehde schwören, dass sie sich für die erlittene Schmach der Gefangenschaft nicht rächen wollten und ihre Besitzungen dem Würzburger Hochstift übertrugen.

## Verhör, Prozess und Hinrichtung
Als die Häscher Hans Böhm am Morgen des 13. Juli im Würzburger Schloss ablieferten, war ihm auf Grund der vorbereiteten Anklage das Todesurteil sicher. In seinen Predigten hatte er sich stets auf das Wunder der Marienerscheinung berufen. Dies wurde ihm nicht nur als Lüge, sondern als Ketzerei ausgelegt, die mit dem Feuertod zu bestrafen war. Die übrigen Leitsätze seiner Predigt vom 2. Juli, die als Spitzelbericht vorlagen, wurden nicht als christlich motivierte Kritik sozialer Missstände gesehen, sondern als Aufruf zum gewalttätigen Sturz der Mächtigen und Reichen. Darauf stand die Todesstrafe durch Enthaupten oder Hängen. Trotz dieser eindeutigen Rechtslage gingen die bischöflichen Beamten zunächst von einer längeren Verhör- und Prozessdauer aus, galt es doch eine größere Verschwörung gegen die Kirche und gottgewollte Obrigkeit aufzudecken. Viele Fragen mussten noch beantwortet werden, z. B.:
- War Böhm Mitglied einer abtrünnigen Glaubensgemeinschaft, predigte er für die Waldenser oder Hussiten; wer waren seine Ideengeber?
- Gab es klerikale Hintermänner, die mit ihm ausgerechnet die Niklashäuser Wallfahrt zur Missionierung der offensichtlich zahlreichen Anhängerschaft auswählten, wer half diese permanente Massenveranstaltung zu organisieren?
- Welche Menschen oder gar Gemeinden hatten sich seiner Glaubensrichtung verschworen, was für Verpflichtungen waren sie dazu eingegangen, gab es Pläne zu bewaffnetem Aufruhr?
- Was hatten seine Hintermänner und er mit dem sich in Niklashausen aufhäufenden Opferschatz vor?

Man erwartete, dass Antworten auf diese Fragen zu weiteren Verhaftungen, Gegenüberstellungen und zusätzlichen Schuldigen führen mussten. Bei der ersten Befragung trafen die Beamten jedoch nicht, wie nach Berichtslage erwartet, auf einen mit allen Wassern gewaschenen Häretiker. Vielmehr sahen sie einen verschreckten jungen Mann, der nicht zu wissen schien, dass er schwere Schuld auf sich geladen hatte.
Dieses Bild änderte sich auch während der folgenden Verhöre nicht. Hans Böhm erwies sich als Analphabet, der nur wenige lateinische Worte verstand und weder das Vaterunser noch das Glaubensbekenntnis aufsagen konnte. Während mehrerer peinlicher Befragungen sagte er sinngemäß folgendes aus:
- Er sei als Waisenkind in der Gemeinde aufgewachsen, habe von Kind an viele Menschen kennen gelernt, über die er aber nichts Böses zu berichten wisse. Bevor er in Niklashausen zu predigen begann, sei er in mehreren Dörfern als Viehhirte zu Diensten gewesen und habe auch öfters die Pauke geschlagen.
- Er habe stets seine Sünden gebeichtet und sei sich keiner offenen Schuld bewusst. Er glaube an die heilige Dreifaltigkeit und an die Jungfrau Maria, die ihm auf der Weide erschienen sei. Sie habe ihm aufgetragen, zu ihrem Gnadenbild nach Niklashausen zu kommen und zu den Menschen zu sprechen.
- Was er über Gott und die Welt predige, trage er schon lange in sich. Schon früher als Viehhirte habe er diese Ideen in Worte gefasst und einem Geistlichen anvertraut. Dieser versicherte ihm in Gesprächen, dass dies christliche Gedanken seien, über die er ruhigen Gewissens in aller Öffentlichkeit reden solle. Der Geistliche erzählte ihm, dass ihn diese Worte an einen „Heiligen Vater des Barfüßerordens“ erinnerten. Dieser habe so überzeugend gepredigt, dass die Zuhörer freiwillig weltlichen Besitztümern entsagten und begannen, ein gottgefälligeres Leben zu führen. Der Geistliche habe ihm außerdem geistlichen Beistand versprochen, wenn er nach dem Vorbild dieses heiligen Predigers zu den Menschen sprechen wolle.

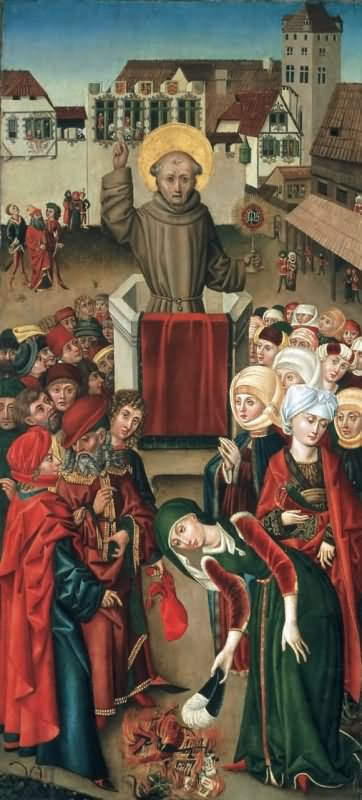
Bußprediger Johannes Capistranus (1470/80)

Wenige Tage nach der Verhaftung liefen bei den Untersuchungsbeamten in Würzburg auch Nachrichten über die Aussagen des verhafteten Mönchs aus Aschaffenburg ein, und es wurde klar, dass es sich bei dem „Heiligen Vater des Barfüßerordens“ um Johannes Capistranus handeln musste. Dieser war 1451 von Papst Nikolaus V. via Franken nach Böhmen und Schlesien entsandt worden, wo er die Anhänger von Jan Hus zum katholischen Glauben bekehren sollte. Zu den bewegenden Predigten des heiligen Capistranus waren vormals viele Menschen aus Schlesien, Polen, Sachsen, Pommern und sogar Dänemark, Kurland und Livland nach Breslau geströmt. Capistranus hatte – wie der angeklagte Hans Böhm – Bauern, Bürger und Adlige dazu überredet, als Buße Spiele, Bücher und Luxusgegenstände öffentlich auf dem Scheiterhaufen zu verbrennen und reichlich Opfergaben zu spenden. Rudolf von Scherenberg, von dem bekannt ist, dass er ein überaus umsichtiger und besonnener Regent war, erkannte das Dilemma. Er veranlasste den sofortigen Abbruch der Untersuchungen und ein rasches Ende des Prozesses.
Dadurch, dass sich Hans Böhm – ohne es selbst zu wissen – auf Capistranus berief, diesen hervorragenden Vertreter der katholischen Kirche, waren weitere Nachforschungen zur Aufdeckung einer größeren Verschwörung sinnlos geworden. Im kirchlichen Interesse verzichtete der Fürstbischof auf weitere Erkenntnisse, was später der Würzburger Geschichtsschreiber Fries und viele andere Historiker bedauerten.

Nach der friedlichen Prozession der Wallfahrer vor das Würzburger Schloss am 14. Juli und der Einvernahme der danach eingefangenen Männer erübrigten sich weitere Fragen an Hans Böhm nach einer tiefergehenden Verschwörung oder einem drohenden Bauernaufstand. Böhm war nur ein außergewöhnlich charismatischer Laienprediger, der seine Wirkung auf die Menschen wohl sah, damit aber (noch) keine konkreten Ziele verfolgt hatte. Der gewaltige Massenauflauf in Niklashausen war tatsächlich nur eine Wallfahrt. Diese einfachen Wahrheiten waren jedoch nach dem Aufsehen, das der Mainzer und Würzburger Klerus bei den umliegenden Landesherren erregt hatte, nicht mehr vermittelbar, es sei denn, man gab sich allgemeiner Lächerlichkeit preis.

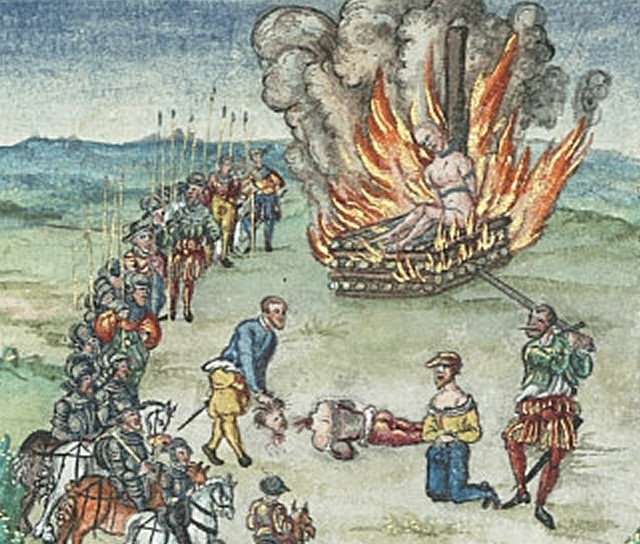
Hans Böhm auf dem Scheiterhaufen; Illustration aus der Echter-Chronik, 1. Hälfte 16. Jh.

 Deshalb musste schnellstens das Urteil über den „Pauker von Niklashausen“ gesprochen und vollstreckt werden.
Schon am vierten Tag der Verhaftung Böhms wurde die Richtstätte vorbereitet. Gleichzeitig erhielten die Würzburger Bürger die Bekanntmachung, dass die Niklashäuser Wallfahrt und der Massenauflauf, den sie vor drei Tagen vor der Stadt erlebt hatten, Teufelswerk seien. Des Teufels Diener sei als Hauptschuldiger erkannt und gefasst. Ihn erwarte in drei Tagen die gerechte Strafe. Am Freitag, dem 19. Juli, wurde das Urteil über Hans Böhm gesprochen. Er habe mit Teufels Hilfe Marienerscheinungen vorgetäuscht und die ehrbaren Wallfahrer in Niklashausen durch seine Predigten verhext. Deshalb sei er unwiderruflich der Ketzerei schuldig und öffentlich auf dem Scheiterhaufen hinzurichten.
Zusammen mit zwei Bauern, die am 14. Juli willkürlich aus einer Schar flüchtender Wallfahrer ergriffen worden waren, wurde er zur Richtstätte auf dem linksmainischen Würzburger Schottenanger geführt.
Einer der Bauern war schuldig gesprochen worden, im Wallfahrerlager Aufruhr geschürt und dazu ein Schwert geschwungen zu haben, der andere, ein Einsiedler, soll Wundermären über den „Heiligen Jüngling“ erfunden und verbreitet haben. Um dem „Pauker von Niklashausen“ das Ausmaß seiner Schuld vor Augen zu führen, zwangen Richtknechte die beiden Bauern vor ihm auf die Knie, und er musste bei ihrer Enthauptung zusehen. Der fassungslose junge Mann wurde danach auf den Scheiterhaufen geführt. Während die Flammen hochloderten, soll er mit heller Knabenstimme Marienlieder gesungen haben, bis Schmerz, Feuer und Rauch seine Stimme brachen und erstickten. Um den Ketzer vollständig von der Erde zu tilgen, wurde die Asche unter strenger Aufsicht in den Main gestreut.

Schottenanger-Denkmal für Hans Böhm
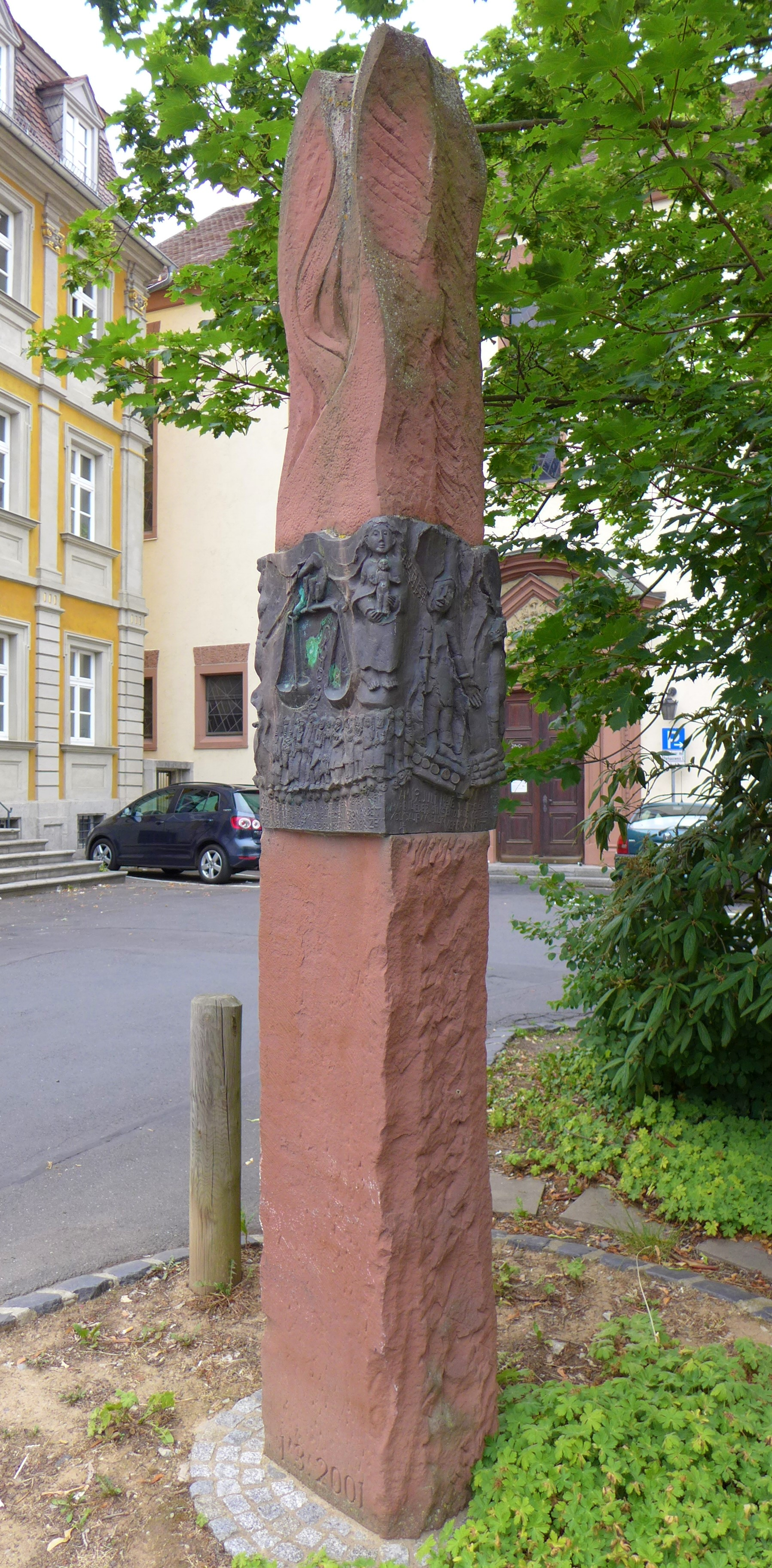
Würzburg, Schottenanger, Denkmal von 2001 für Hans Böhm an der Stelle seiner Hinrichtung, gestaltet von Heinrich Schreiber (* 1935, Kronach), gestiftet von Klaus Zeitler (ehemals Oberbürgermeister der Stadt Würzburg) als aufsteigende Flamme mit umgebendem Bronzerelief
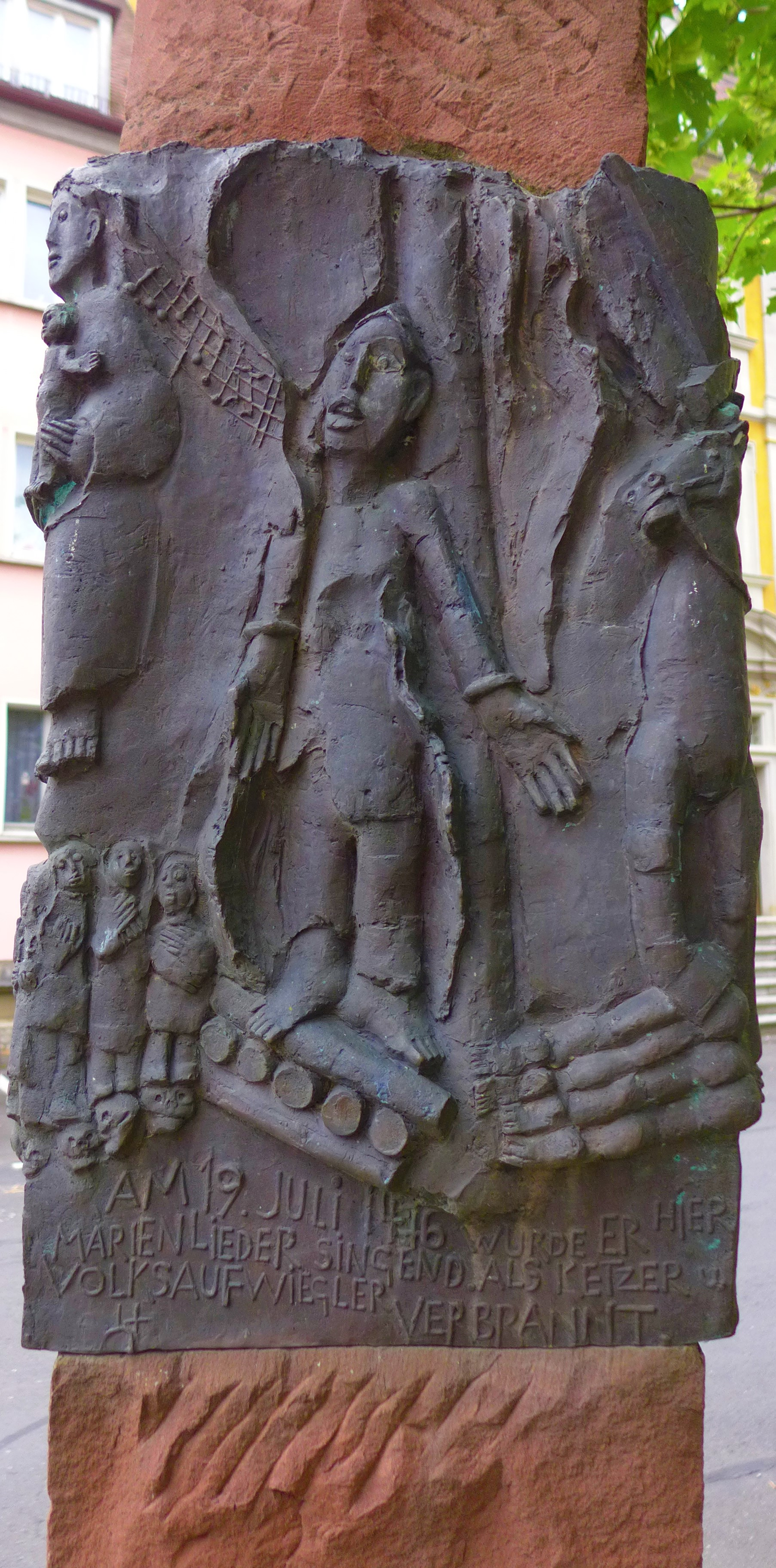
Würzburg, Schottenanger, Denkmal für Hans Böhm (Detail des Bronzefrieses)
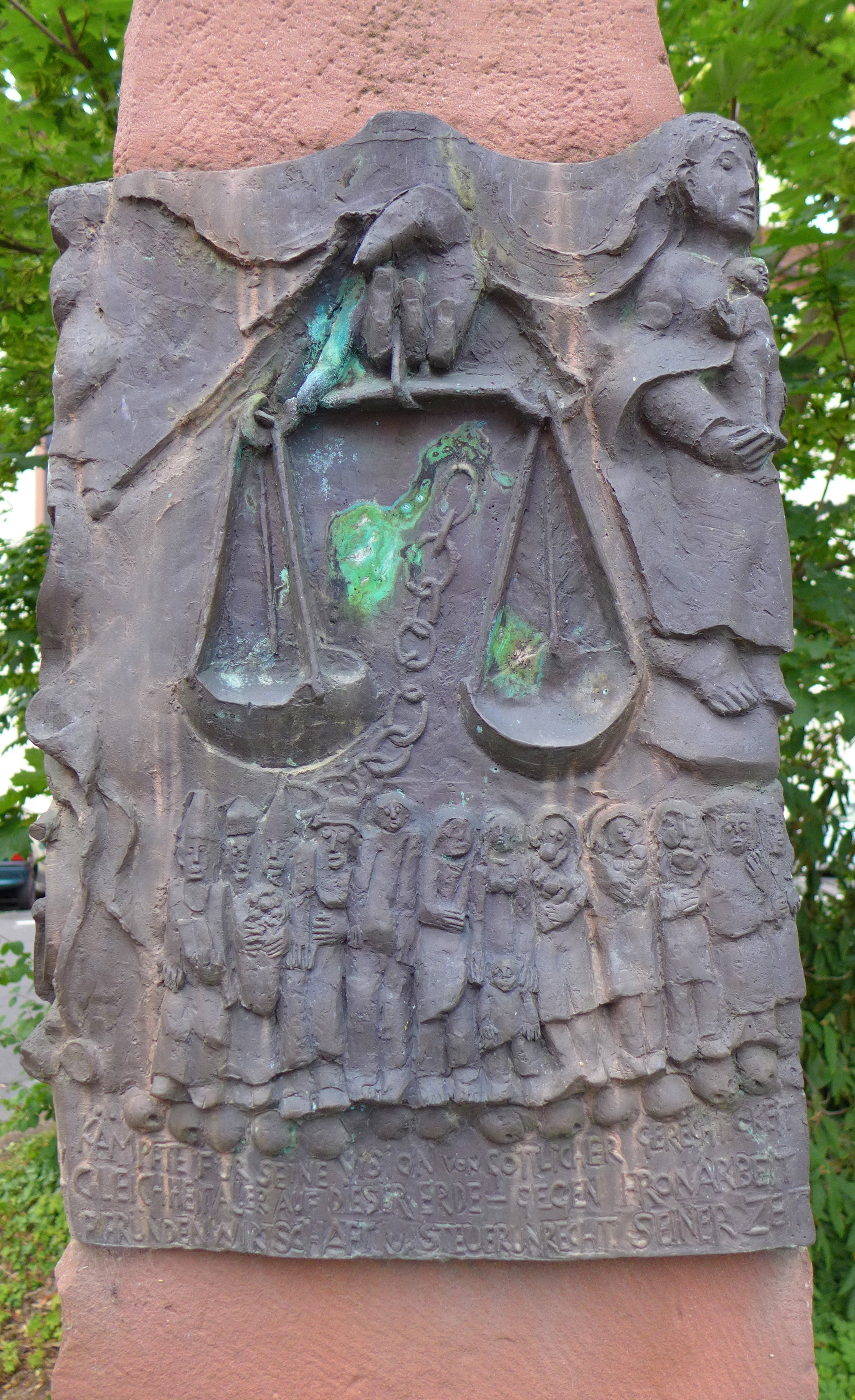
Würzburg, Schottenanger, Denkmal für Hans Böhm (Detail des Bronzefrieses)
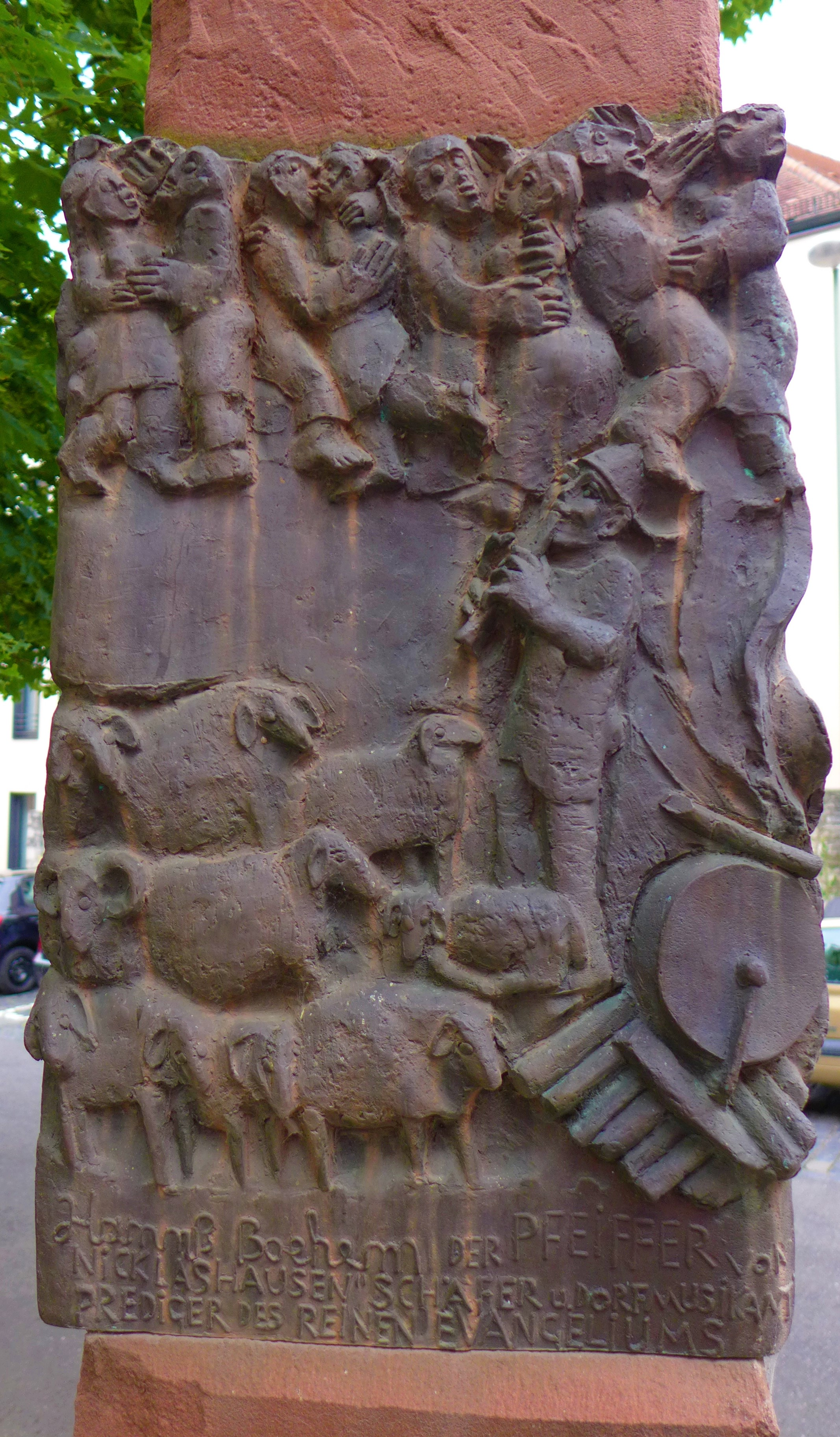
Würzburg, Schottenanger, Denkmal für Hans Böhm (Detail des Bronzefrieses)
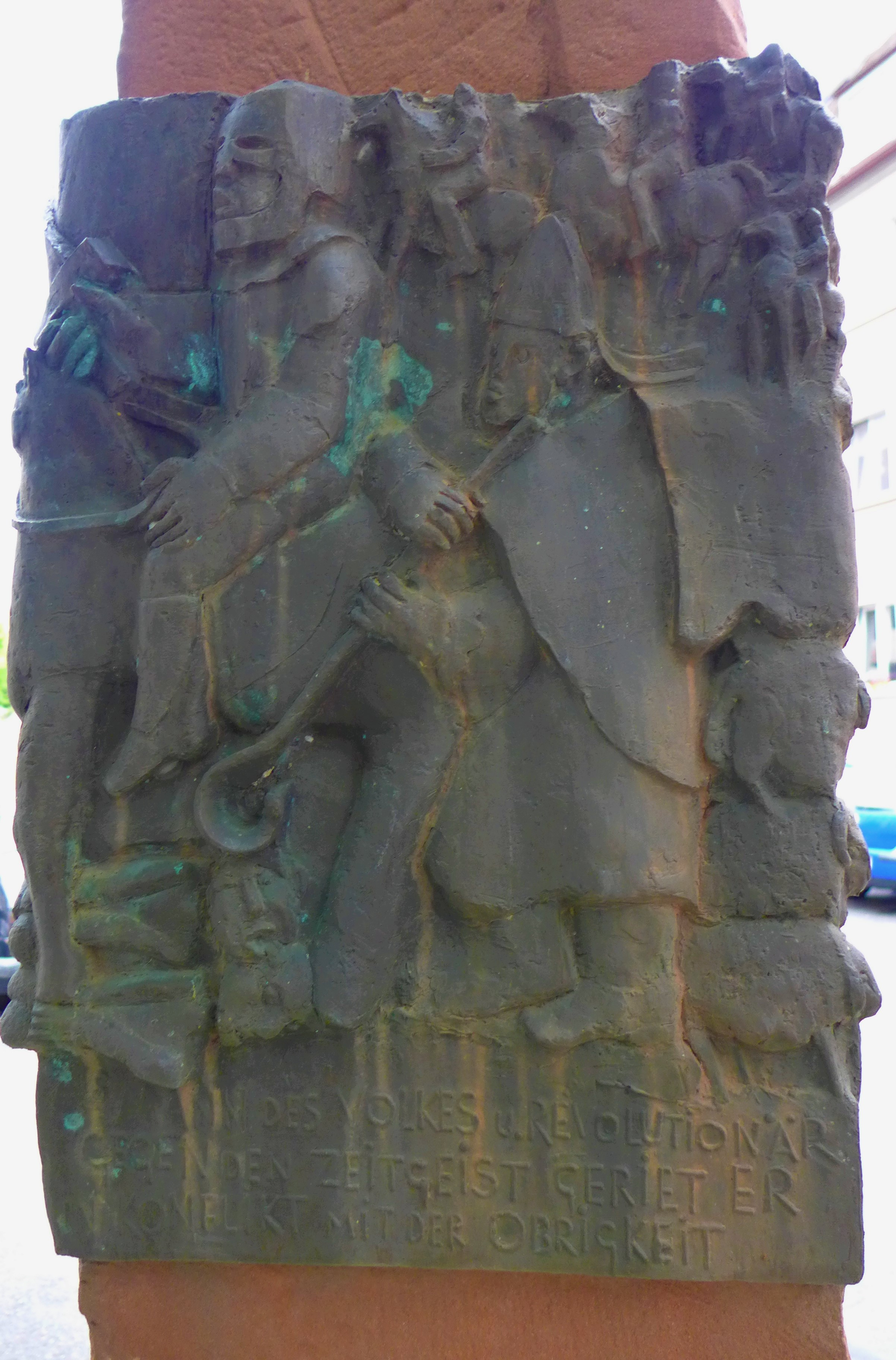
Würzburg, Schottenanger, Denkmal für Hans Böhm (Detail des Bronzefrieses)

## Wie aus dem Pauker das Pfeiferhänslein wurde

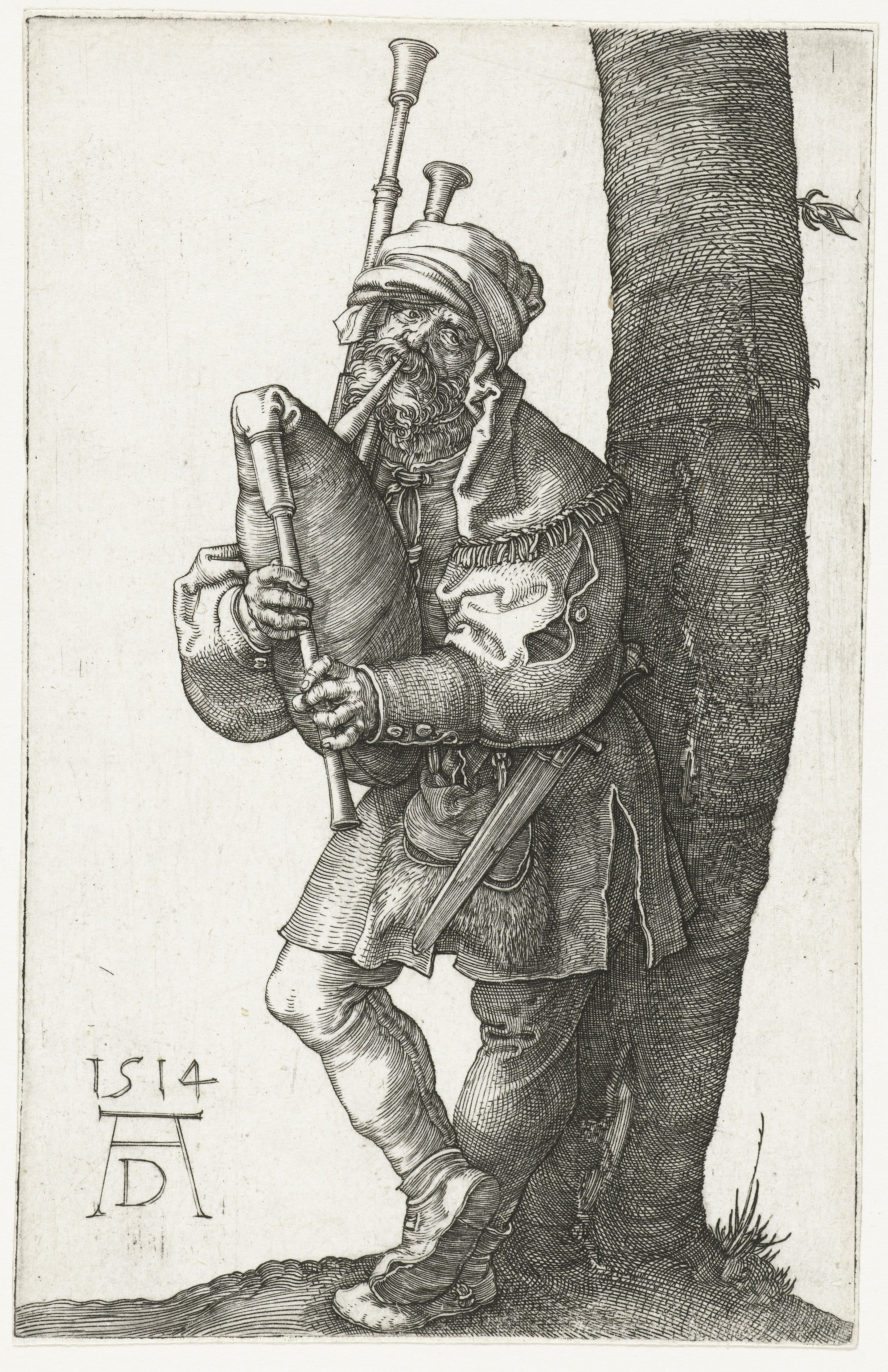
Albrecht Dürer, Der Sackpfeifer (1514)

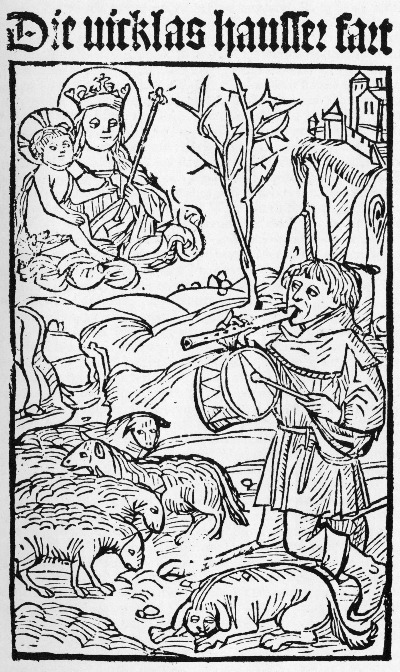
Titelseite des Lieddrucks

Sofort nach Böhms Hinrichtung wurden vom Würzburger Fürstbischof regelrechte Desinformationskampagnen eingeleitet. Sie hatten zum Ziel, den Ruf des aufrichtigen Predigers, „Heiligen Jünglings“ und „Propheten“, als der er im Volk bekannt war, dauerhaft zu diskreditieren. Dazu wurde eine moritatenhafte Ballade (Titel: Die nicklas hausser fart.) in Auftrag gegeben und im August 1476 unters Volk gebracht. Da der Nürnberger Stadtrat sich in Würzburg nach dem Verbleib des verhafteten Mönchs erkundigt hatte, packte man in die Ballade auch noch einen Vers, der den Mönch als rätselhaftes Teufelsgeschöpf darstellte, das nach seiner Entdeckung spurlos verschwand. Der Mainzer Erzbischof und der Wertheimer Graf teilten sich den in Niklashausen aufgehäuften Opferschatz, der so wertvoll war, dass damit ein Brückenbauwerk und Baumaßnahmen in der Mainzer bischöflichen Residenz finanziert wurden.
Als größeres Problem erwies sich die Niklashäuser Wallfahrt. Nach Böhms Hinrichtung hatte sich das Feldlager der Wallfahrer zwar aufgelöst, aber ungeachtet aller Verbote pilgerten immer noch viele Menschen zum Gnadenbild Marias. Niklashausen gehörte nicht zum Würzburger Hoheitsgebiet, so dass Rudolf von Scherenberg nicht wusste, wie er dagegen vorgehen sollte. Zu seiner Schande drohte das Niklashäuser Kirchlein eine Märtyrer-Gedenkstätte zu werden.
Ein fränkischer Märtyrer – die Symbolkraft des Hirten – verklärende Legenden jener, die den „Heiligen Jüngling“ hatten predigen hören – durch den Würzburger Fürstbischof gemartert und gerichtet: „Welch schrecklicher Albtraum.“
Um authentische Erinnerungen an Hans Böhm schnellstmöglich auszulöschen, wurde die Verbreitung seiner Botschaft und das Singen seiner Lieder mit Unterstützung der süddeutschen Landesherren und Stadträte verfolgt und strengstens bestraft. Auf Würzburger Drängen griff der Mainzer Erzbischof im Sommer 1477 schließlich zur letzten Möglichkeit und ließ das Niklashäuser Kirchlein abreißen. Wertvolles Inventar und weitere Opfergaben wurden nach Mainz gebracht und der Dombauhütte des Mainzer Doms übereignet. Wallfahrern, die nach Niklashausen pilgern wollten, wurden die schrecklichsten Strafen angedroht, wenn sie im Mainzer Hoheitsbereich aufgegriffen würden.
Damit nicht genug, wurde im Würzburger Hochstift der ehemalige Viehhirte, der gelegentlich auch mal auf die Pauke gehauen hatte, als leichtlebiger Musiker, Sackpfeifenspieler und Narr dargestellt. Auf einem Würzburger Druck von 1490 wird seine Figur nicht nur mit einer Pauke, sondern auch noch mit einer Flöte dargestellt.
Die Macht der veröffentlichten Meinung setzte sich nach und nach durch. 1494 veröffentlichte Sebastian Brant das Narrenschiff, in dem auch Hans Böhm (Behem) seinen Narrenplatz fand, als „Sackpfeifer von Niklashausen“. Die Gefahr einer Auferstehung des Viehhirten und ketzerischen „Narren“ Böhm als Märtyrer war abgewendet.
Böhm war kein Gelehrter und Politiker wie der Zeitgenosse Girolamo Savonarola, mit dem er wegen der Massenwirkung oft verglichen wird, der im Unterschied zu ihm aber Märtyrerstatus erlangte. Böhm war auch keiner der damals häufig anzutreffenden Bußprediger. Während diese den Menschen Bußen auferlegten, damit sie nach ihrem Tod an den Wonnen des Himmels teilhätten, verkündete Böhm dem Volk ein neues Reich Gottes auf Erden. Böhms revolutionäre soziale Visionen, die nur auszugsweise in schriftlichen Denunziationen überliefert wurden, gingen rasch unter. 50 Jahre nach seiner Hinrichtung berief sich im Bauernkrieg kein Bauernführer auf einen Artikel, der noch etwas mit dem „Narren“ Böhm zu tun gehabt hätte. Ausgegraben wurden die verschütteten Erinnerungen an Hans Böhm, der vom „Viehhirten“ und „Pauker“ zum „Schweinetreiber“ und „Pfeiferhänslein“ mutiert war, erst wieder im 19. Jahrhundert. Die vielen offenen Fragen und Rätsel um den „Pauker von Niklashausen“, die auf Grund des Erfolgs der durch Rudolf von Scherenberg betriebenen Desinformationspolitik immer wieder neue Spekulationen herausfordern, haben ihn zur lohnenden Projektionsfigur werden lassen, zu einem die Fantasie anregenden Gegenstand der Geschichte, Literatur und Filmkunst.

## Geschichtlicher Kontext

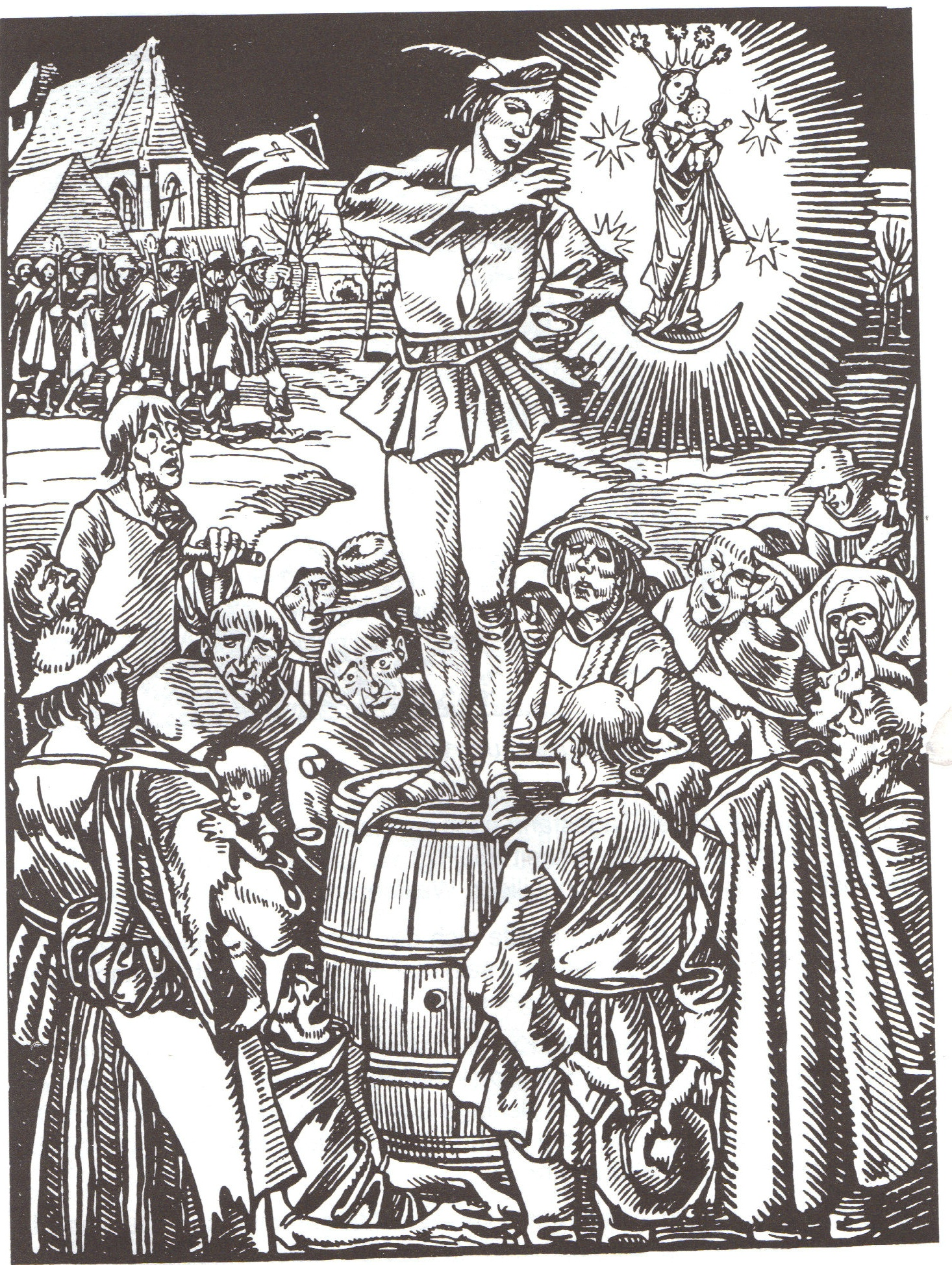
Grafik von Rudolf Schiestl

Das Auftreten von Hans Böhm fiel in eine Zeit, in der Reformen im geistlichen und weltlichen Bereich überfällig waren. Kaiser Friedrich III. hatte nicht die Position, sich gegenüber den Fürsten zu behaupten und tiefgreifende Reformen durchzusetzen. In den vorangehenden Jahrzehnten war im Hochstift Würzburg mit Johann II. von Brunn, Sigismund von Sachsen und Johann III. von Grumbach die Glaubwürdigkeit der Würzburger Bischöfe an einem Tiefpunkt angelangt. Die Vermischung von weltlicher Macht und – teils vernachlässigten – geistlichen Aufgaben hatte Not und Skepsis bis hin zu Feindseligkeit in der Bevölkerung zur Folge. Schon vor Hans Böhm gab es zu den wahrgenommenen Missständen prophetische sozialutopistische Äußerungen von Wanderpredigern, die nicht selten gefoltert wurden und auf dem Scheiterhaufen umkamen. Sekten und größere religiöse Bewegungen, wie die gläubigen Anhänger von Jan Hus, waren aktiv und wurden von der Staatskirche bekämpft.

## War Hans Böhm Vorbote späterer Entwicklungen?
Oft wird Hans Böhm als Vorbote der Bundschuh-Bewegung und des Bauernkrieges verstanden. Es gibt jedoch keine Hinweise darauf, dass sich die Aufständischen des Bauernkrieges in irgendeiner Weise auf ihn und seine Bewegung bezogen hätten.
Friedrich Engels sah Böhms Asketismus als typisch für alle späteren Aufstände des Mittelalters und der Neuzeit an. Durch die asketische Sittenstrenge werde einerseits gegenüber der herrschenden Klasse ein Prinzip spartanischer Gleichheit aufgestellt. Andererseits sei es notwendig für die unterste Gesellschaftsschicht, den wenigen Genüssen zu entsagen, die ihr die Existenz im Moment noch erträglich machten, um sich als Klasse zu konzentrieren, sich selbst zu vergewissern und revolutionäre Energien zu entwickeln. Engels unterscheidet diesen plebejisch-proletarischen vom bürgerlichen Asketismus der lutherischen Moral und des englischen Puritanismus, dessen ganzes Geheimnis die Sparsamkeit sei. Zu seiner Zeit nahm Engels an, dass Hans Böhm in geheimem Verkehr mit dem Pfarrer von Niklashausen sowie den Rittern Kunz von Thunfeld und dessen Sohn gestanden habe. Sie hätten einen militärischen Aufstand vorbereitet, und Böhm habe am 14. Juli 1476 die Bauern tatsächlich zu den Waffen gerufen.
Während Engels und eine Reihe an ihm orientierter marxistisch-leninistischer Gesellschaftstheoretiker mit den Geschehnissen 1476 die Epoche der frühbürgerlichen Revolution eingeläutet hörten, fehlt der Bewegung des Hans Böhm nach Ansicht Klaus Arnolds der zu Grunde liegende Klassenkampf. Die Bauern, Bürger und beteiligten Niederadeligen seien wegen ihrer unterschiedlichen Positionen schwerlich als homogene Klasse fassbar.

## Bewertung der Quellenlage

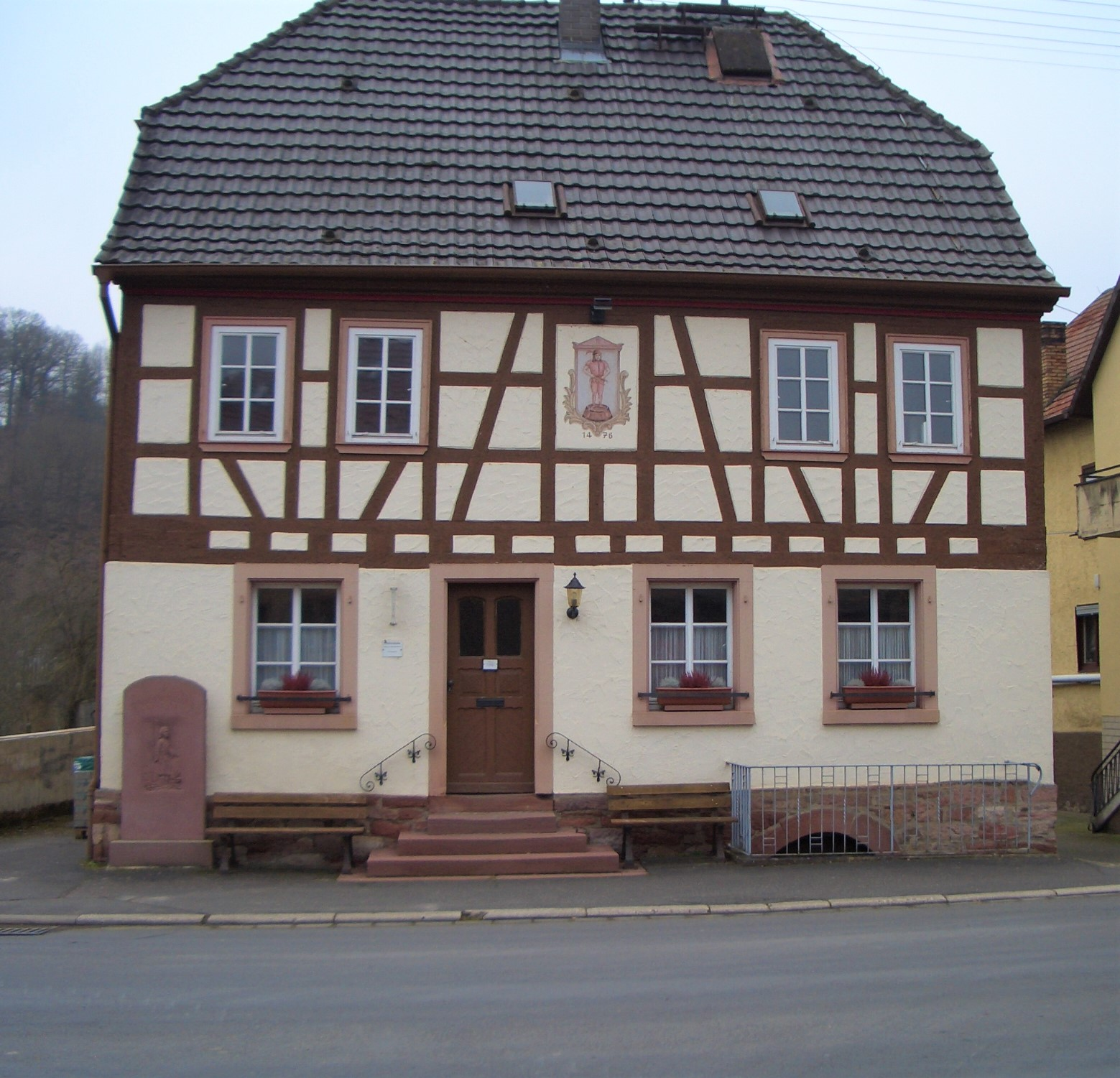
Pfeiffermuseum in Niklashausen

Über die Geschehnisse in Niklashausen gibt es eine Vielzahl historischer Erklärungs- und Rekonstruktionsversuche und nur wenige zeitgenössische Berichte, die zum Teil erst in jüngster Vergangenheit entdeckt und ausgewertet worden sind. Diese Berichte, die die Ziele dieser Bewegung und die sozialen Veränderungsnotwendigkeiten weitgehend ausblenden und leugnen, sind ausschließlich von fürstlichen und geistlichen Amtsträgern mit grundsätzlich feindseligen Vorbehalten gegenüber Hans Böhm verfasst worden. Die Wallfahrer werden darin als irrational handelndes, verführtes Volk dargestellt, das die vernünftige politische und religiöse Ordnung zerstören will. Die kurz nach Böhms Hinrichtung anlaufende Propagandakampagne des Würzburger Fürstbischofs streute bewusst eine verfälschende Sichtweise der Ereignisse und versuchte, ihn der Lächerlichkeit preiszugeben. Andererseits begann vermutlich sehr früh die Legendenbildung um die historischen Fakten. Wesentliche Text- und Bildquellen der unmittelbaren Folgezeit waren die Schedelsche Weltchronik, wenige Überlieferungen des Johannes Trithemius, der Böhm als einfältigen „Schweinehirten“ verächtlich machte, oder auch die Geschichtswerke von Lorenz Fries, nach denen sich viele Folgeautoren ausrichteten.

### Fachliteratur
- Willy Andreas: Deutschland vor der Reformation. Eine Zeitenwende. Duncker & Humblot, Berlin 1972, ISBN 3-428-02670-5 (Repr. d. Ausg. Stuttgart 1932)
- Klaus Arnold: Niklashausen 1476. Quellen und Untersuchungen zur sozialreligiösen Bewegung des Hans Beheim und zur Agrarstruktur eines spätmittelalterlichen Dorfes. Verlag Koerner, Baden-Baden 1980, ISBN 3-87320-403-7
- Karl August Barack: Hans Böhm und die Wallfahrt nach Nicklashausen im Jahre 1476. Ein Vorspiel des großen Bauernkrieges, nach Urkunden und Chroniken bearbeitet. Verlag Theiss, Würzburg 1858
- Friedrich Engels: Der deutsche Bauernkrieg. Unrast-Verlag, Münster 2004, ISBN 3-89771-907-X
- Günther Franz: Der deutsche Bauernkrieg. Deutsche Buchgemeinschaft, Darmstadt 1975, ISBN 3-534-00202-4
- Alfred Meusel: Thomas Müntzer und seine Zeit. Mit einer Auswahl der Dokumente des großen deutschen Bauernkrieges. Aufbau-Verlag, Berlin 1952
- Will-Erich Peuckert: Die große Wende. Wissenschaftliche Buchgesellschaft, Darmstadt 1976, ISBN 3-534-02765-5 (Repr. d. Ausg. Hamburg 1948)

1. Das apokalyptische Saeculum und Luther, 295 S.
2. Geistesgeschichte und Volkskunde, S. 299–748

- Elmar Weiss: Der Pfeifer von Niklashausen. Fränkische Nachrichten, Tauberbischofsheim 2001, ISBN 3-924780-43-9
- Richard Wunderli: Peasant Fires. The Drummer of Niklashausen. Indiana University Press, Bloomington 1992, ISBN 0-253-36725-5

### Biografien
- August Schäffler: Böhm, Hans. In: Allgemeine Deutsche Biographie (ADB). Band 3, Duncker & Humblot, Leipzig 1876, S. 62–65.
- Otto Graf zu Stolberg-Wernigerode: Böhm (Beheme), Hans (Pauker von Niklashausen, Pfeiferhänsle). In: Neue Deutsche Biographie (NDB). Band 2, Duncker & Humblot, Berlin 1955, ISBN 3-428-00183-4, S. 382 (Digitalisat).
- Friedrich Wilhelm Bautz: Böhm, Hans, der »Pauker von Niklashausen«. In: Biographisch-Bibliographisches Kirchenlexikon (BBKL). Band 1, Bautz, Hamm 1975. 2., unveränderte Auflage. Hamm 1990, ISBN 3-88309-013-1, Sp. 660–661 (Artikel/Artikelanfang im Internet-Archive).
- Hermann Haupt: Böhm, Hans. In: Realencyklopädie für protestantische Theologie und Kirche (RE). 3. Auflage. Band 3, Hinrichs, Leipzig 1897, S. 271–272.

### Belletristik
- Gunter Haug: Rebell in Herrgotts Namen – Der kurze Sommer des Pfeiferhans von Niklashausen. DRW-Verlag, Leinfelden-Echterdingen 2004, ISBN 3-87181-529-2
- Will Vesper: Der Pfeifer von Niclashausen. Historische Erzählung. Bertelsmann, Gütersloh 1924
- Leo Weismantel: Rebellen in Herrgotts Namen (früher „Die Bauernnot“). Deutsche Buchgemeinschaft, Berlin 1926
- Alex Wedding: Die Fahne des Pfeiferhänsleins. Verlag Neues Leben, Berlin 1948
- Roman Rausch: Der Falsche Prophet. Rowohlt Taschenbuch Verlag, Reinbek bei Hamburg 2016, ISBN 978-3-499-27086-4

## Verfilmung
Rainer Werner Fassbinder drehte 1970 den Film Niklashauser Fart, der die Geschichte Hans Böhms in einer Mischung aus historisierender und modern adaptierter Form erzählt. In der Niklashauser Fart spiegeln die Predigten des Hans Böhm und die Gespräche seiner Begleiter die Agitationsformen und Diskussionen in marxistischen und anarchistischen Gruppen im Jahr 1970, die in der Bundesrepublik Deutschland über geeignete Wege zur Revolution nachdachten.